# 工芸
工芸（こうげい）とは、高度の熟練技術を駆使して作られた美的器物またはそれを制作する分野。応用美術、装飾美術などともいう。材料や技術に指定はなく、全てが該当するが、工業生産と美術を結びつけ機能性を重視したものは「近代工芸」と呼ばれる。他、産業や工業につながらない鑑賞性を主体に美術面を重視した物は、絵画や彫刻と同様の展開をみせており、また両者のいずれの傾向にも加わらない古来の手工芸の分野も再評価され、世界的に盛行をみせている。

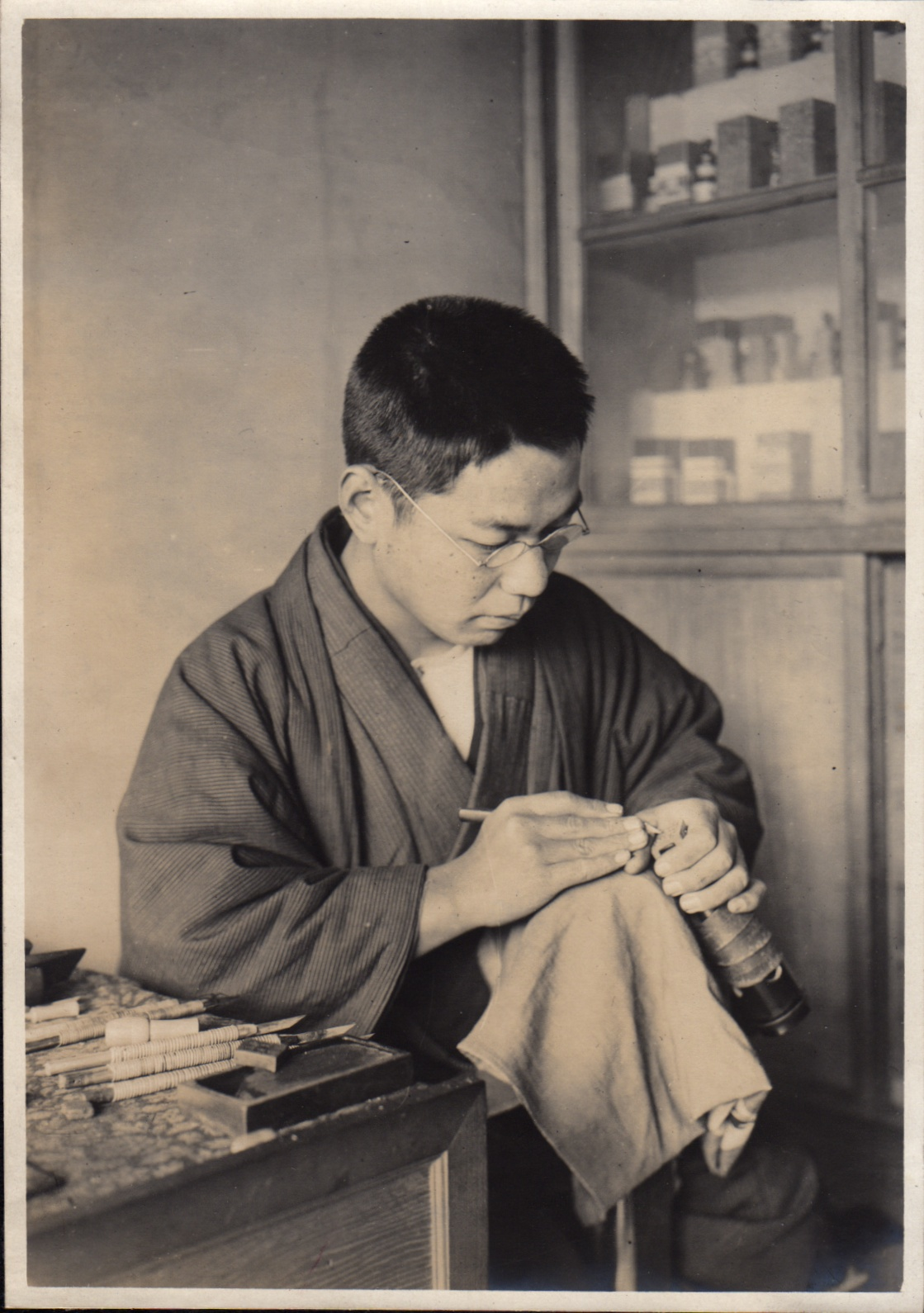
篆刻　エルストナー・ヒルトン撮影(1914年～1918年)

## 概要
工芸は、今日では大量生産など工業手法の発達にもよって、一般向けの安価で実用のみを求める器物は大量生産品で賄い、特に趣味性や意匠性、あるいは美術性が求められる分野などで多大なコストを掛けて製作される器物を工芸品、それを作る行為を工芸といった具合に住み分けが行われている。
ただ、時代を遡り、産業が今よりもっと素朴であった頃には、全ての工業製品は家内制手工業、マニュファクチュアなど、職人(徒弟からジャーニーマン、名工となった者)が一点一点制作するものしかなかった訳で、この時代においては趣味性や美術性を求める高価な工芸品から、実用一辺倒の安価な工芸品まで様々なものが存在していた。
現代における工芸では、それを制作する行為そのものを実利を求めない趣味と位置付けて行うもの、あるいは高度な美術性を実用品に盛り込むための創作活動（工芸家による美術工芸）、また伝統文化として過去の伝統工芸の工芸技術の伝承・復興などが行われている。また、過去に一度衰退して失われた工芸技術の再現などの活動も見られる。

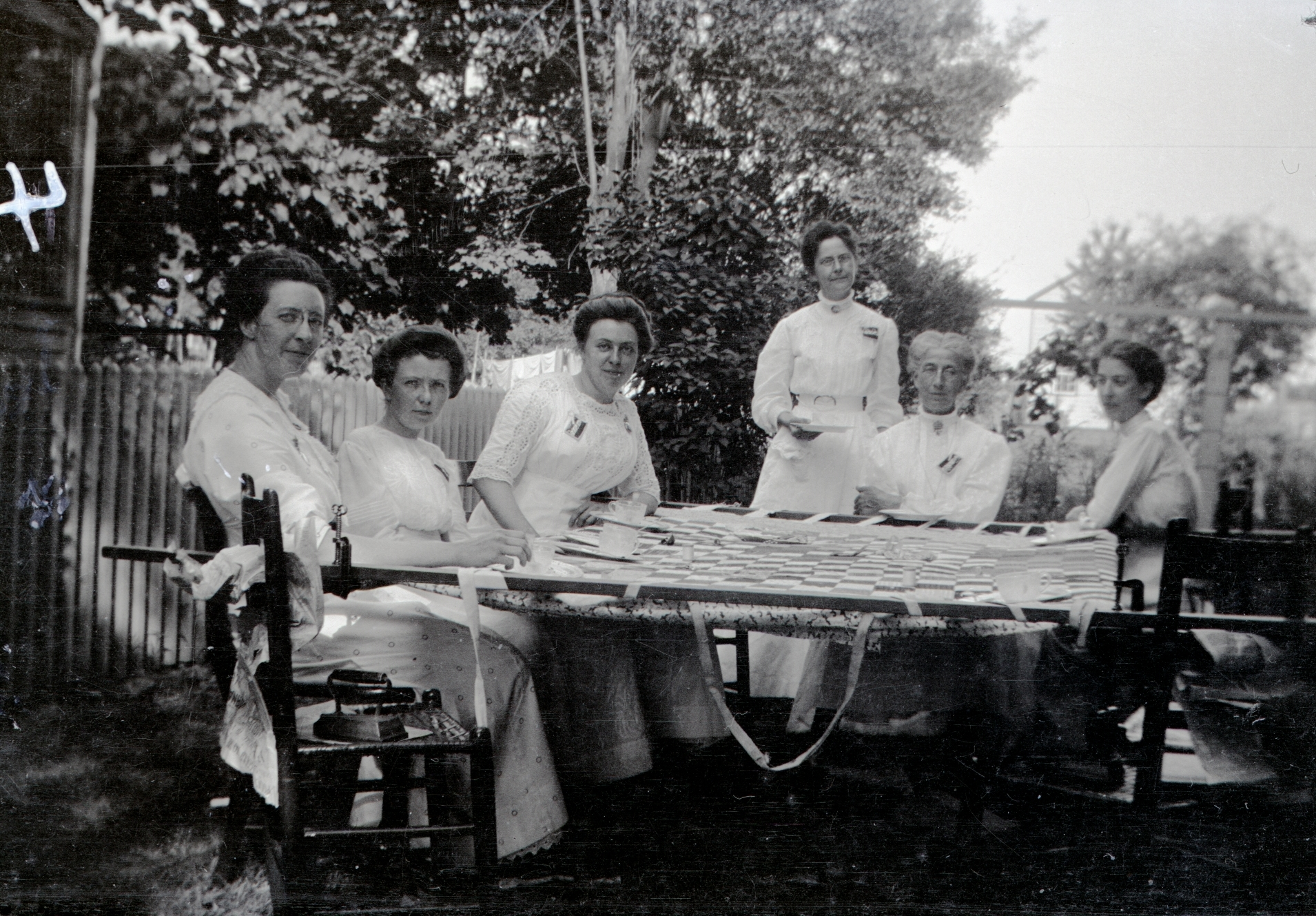
「キルティング・ビー」と呼ばれるキルトを作る女性の社交的な集まり(1910s)

いずれにしても、工芸はこと伝統産業などの確立された分野では、ある程度の分業体制がとられることもあるが、幾つもの工程を一人の職人が通して行ったり、ものによってはそのほとんどを独力の手作業で製品が作られる。趣味によるものは兎も角としても、業態としての工芸では素材（材料）の選定から様々な工程において人件費が多く掛かる傾向にあり、故にその製品も高価となりがちである。しかし工芸によって成される高度な美術性や精巧さ、あるいは素朴であったり個性的であったりといった要素が好まれ、これに対して対価を惜しまない愛好者・好事家などに求められている。

## 日本の歴史
かねてから美術性を求めた高価な一品品から、実用一辺倒の安価な量産品まで様々なものが存在しており、鑑賞に堪えるものを上手物（じょうてもの）と呼び、簡素な一般向けのものを下手物（ゲテモノ）と呼んでいた。
江戸時代には実用品を作る職人は仕事を求め『渡り職人』として様々な土地へ赴き技術を広めていった。現在の新潟県燕市では仙台からの渡り職人により鎚起銅器の技術がもたらされ、現代でも玉川堂が技術を受け継いでいるなど、地場産業へ影響を与えた例がある。

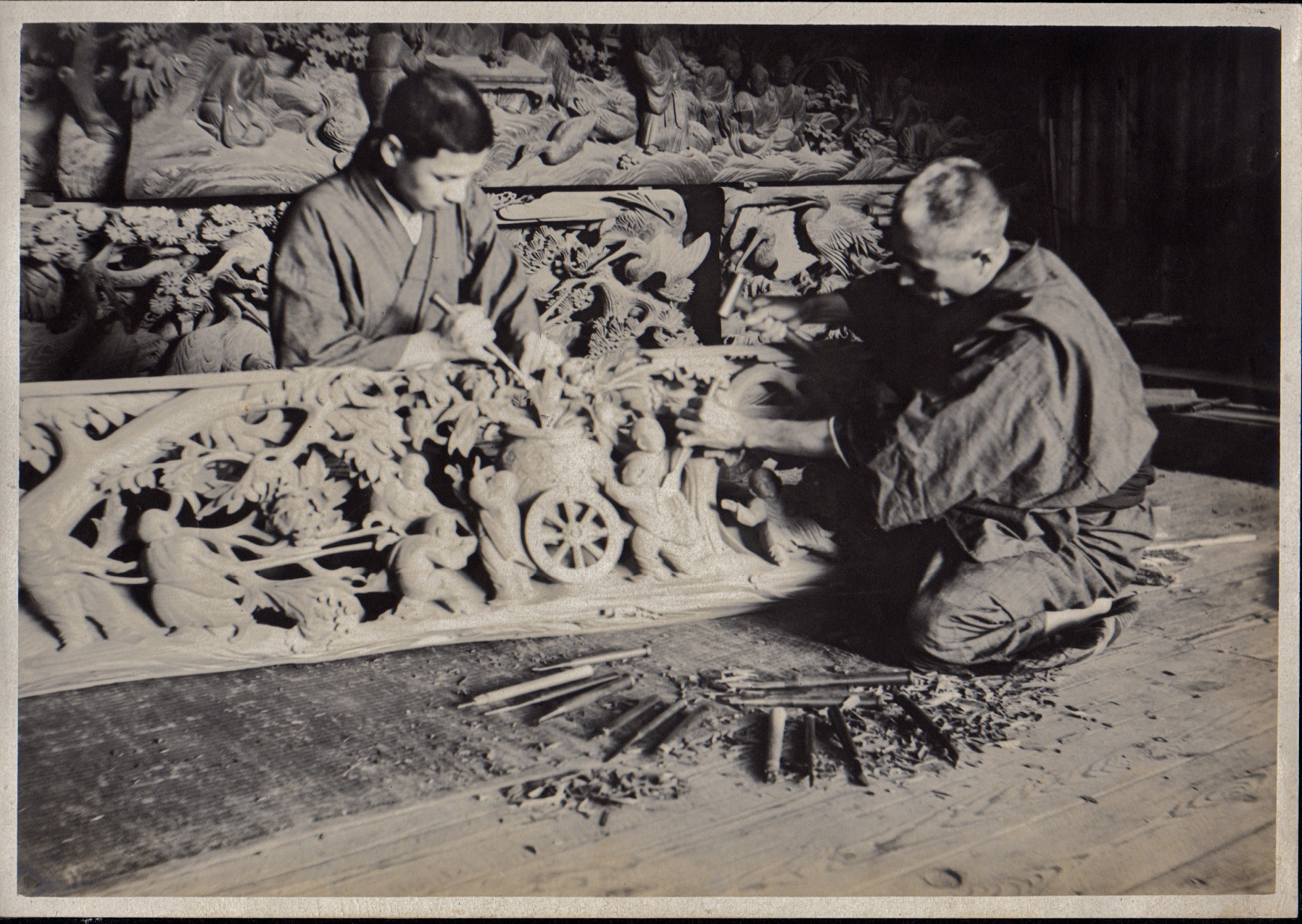
欄間制作。大正時代(Elstner Hilton撮影)

近代工芸の本格的な研究と産業育成は、1928年（昭和3年）に商工省が宮城県仙台市にある仙台陸軍幼年学校の跡地に国井喜太郎を所長とする「国立工芸指導所」を設立したことに始まる。これは商工省の官僚だった岸信介とその上司で宮城県出身の吉野信次が、世界恐慌で悪化した地方の経済対策として打ち出したとされる。指導所はブルーノ・タウトなどを指導者として招聘し、工芸に携わる技術者を育成した。また剣持勇などが研究者として在籍していたほか、工芸ニュースを発行し、工芸の紹介なども行われていた。
1940年（昭和15年）に本所が東京に移転され、指導所が各地に設立。1959年（昭和34年）には「産業工芸試験所」となり、工業技術の研究も行われるようになった。しかし1967年（昭和42年）に工業技術試験所へ改組されると研究は工業分野が主流となり、国主導の工芸研究は終了した。なお同所は後に産業技術総合研究所へと改組されているが工芸やデザインの研究は行われていない。仙台の指導所も産総研東北センターに統合されているが、設立当時の資料や試作品が保存されており、東北センター内の「工芸試作品展示室」で展示されている。また指導所の跡地に建てられた仙台市立宮城野中学校の敷地内。「近代工芸発祥の地」を記念したプレートが残されている。
伝統的な民具など、実利的な使われ方をしながら世代を超えて使い続けられた物の中には、骨董品として現存するものも少なくなく、いわゆる「生活骨董」の分野ではこういう時代を経て利用されてきた工芸品を珍重、高値で売買する市場も存在する。

## 素材による分類

### 漆
- 日本の漆器
- 漆工
  - 蒔絵
  - 沈金
  - 螺鈿
  - 堆錦
    - ジャパニング

### ガラス（ガラス工芸）
ガラス工芸の技法
- ホットワーク（ホットテクニック） - 熱いうちに加工
  - 吹きガラス（グラスブローイング）
  - キルンワーク
    - パート・ド・ヴェール
    - キルンキャスト
    - スランピング
    - フュージング

  - バーナーワーク（ランプワーク、フレームワーク）
    - とんぼ玉やミルフィオリ

  - ホットキャスト
- コールドワーク（コールドテクニック） - 冷めた後の加工
  - カットグラス（英語版）（切子。江戸切子、薩摩切子、天満切子が著名）
  - サンドブラスト
  - ガラスエッチング
  - グラヴィール、エングレービング
  - ラミネート
  - ダイヤモンドポイント
  - ステンドグラス

### 金工
金細工職人、銀細工職人、銅細工職人等が金属素材に様々な金属加工法を施し、芸術的要素加えたもの。例：自在置物や甲冑、鍔。刀工による刀等｡

#### 日本金工の歴史
弥生時代に中国大陸、朝鮮半島より九州へ伝わった金工品に、剣・鉾・鏡などがある。世界的な金工技術進歩よりかなり遅れて日本に入ってきたことから、青銅器とともに鉄器も同時期に流入したと推測される。その後、祭器としての銅鐸（どうたく）・銅鏡（どうきょう）などを中心に、日本独自の発展を遂げた。

#### 金工の技法
- 鋳金 - 土を主に耐熱素材で形作られた鋳型に、溶解した金属素材を流し冷え固め成形する技法。
- 彫金 - 鏨（たがね）と称する刃物を用い金属素地を彫り、様々な装飾を施す技法。
- 鍛金 - 金属塊、金属板を打ち延べ絞り、成形する技法。

### 陶芸

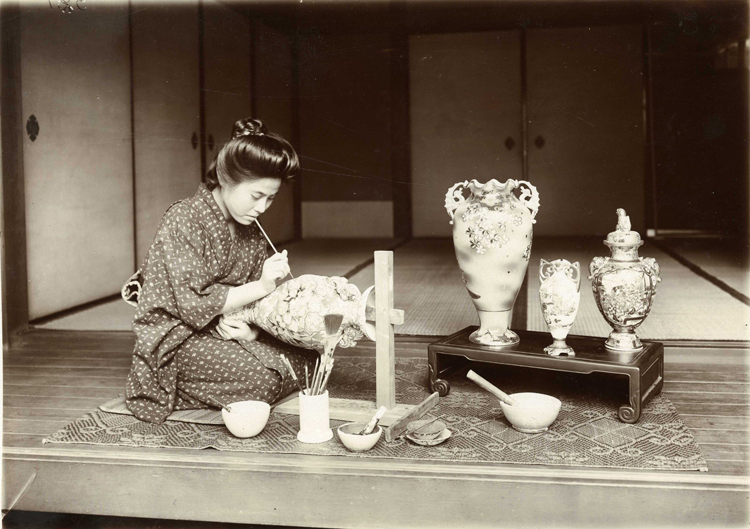
磁器の絵付け。明治時代。京都

- 陶芸
- 焼き物
- 土器
- 炻器
- 陶器
- 磁器
- 陶磁器絵付け（英語版）
  - 陶芸#装飾と施釉
    - 染付 - 陶芸家による陶磁器への手書きの絵付け
    - ポーセラーツ又はポーセリン・アート -  転写印刷（英語版）による陶器への絵付け
- 金継ぎ
- クレイワーク
- テーブルウェア
- ガーデンオーナメント
- 陶磁器産地一覧
  - 日本の陶磁器産地一覧

### 宝石（宝飾品）
指輪やネックレス、ペンダント、イヤリングなど、衣類と合わせて身を飾るため、
金細工師や銀細工師や銅細工師が金属素材に様々な金属加工法を施し、宝飾デザイナーや宝石彫刻師が貴石を用いて装飾価値並びに市場価値・芸術的要素を加えたもの、装身具。

### 木竹
- 木工
- 木彫り
- 竹細工
- 寄木細工
- 籐(籐の椅子等)、藁(猫ちぐら等)、細工
- 竿
- 指物
- 杞柳細工
- 曲げ物
- 焼き絵
- トールペイント
- ペトリキウカ塗り
- ペインテックス
- ローズマリング（英語版）
- バウエルンマーレライ（ドイツ語版）

### 糸
- 組み紐
- 飾り結び
- ミサンガ
- ボビンレース
- ニードルレース
- タティングレース
- ビーズ手芸
- 刺し子
  - 原方刺し子
  - こぎん刺し
- 刺繍
- 編み物
- マクラメ編み
- 紡績
- 染糸
- 引き揃え糸

### 紙
- ペーパークラフト
- 折り紙
  - ユニット折り紙
- 切り絵
- 貼り絵
- 墨流し
- 製本
- 飛び出す絵本
- デコパージュ
- 水引

### 布
- 日本の染織工芸
- 染色
- ろうけつ染め
- キルト
- タペストリー
- 裂織
- 織物
- 和裁

### 皮革
- 皮革
  - レザー・クラフト（英語版）
  - レザー・カービング（英語版）

### 合成樹脂
- UVレジン細工
- セルロイド製品

### 楽器
- 和楽器
  - 三味線
  - 琵琶
  - 笙
  - 和太鼓
  - 大鼓・小鼓
  - 篳篥
  - 尺八

### その他

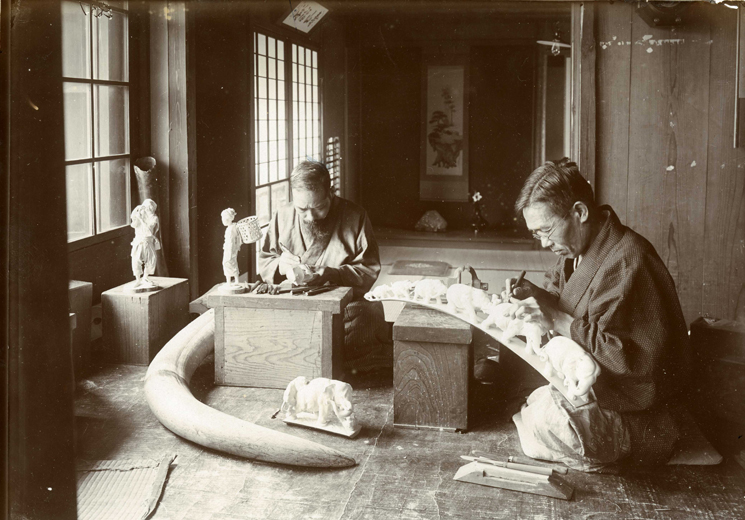
象牙彫刻。明治時代。東京

- 七宝・ホーロー・エナメル - 金属や陶器の素地にガラス質の釉を焼きつけて装飾する技法、および、その製品
  - 七宝 (技法)
  - 七宝焼 - ガラスと金属等の合体工芸
- 象嵌 - 一つの素材に異素材を嵌め込む技法
- モザイク - 石、陶磁器、ガラス、貝殻、木等の小片を寄せあわせ埋め込んで、絵や模様を表す装飾美術の技法
  - マイクロモザイク（英語版） - 非常に小さなガラスのモザイク
- 鏝絵 - 漆喰を使ったレリーフ
- 人形
  - 日本人形
  - ビスクドール
  - 蝋人形
  - 吊るし飾り
  - 張り子
  - こけし
  - フィギュリン
  - パン・フラワー（英語版）[4] - パン粘土（小麦粉素材）で作った花や人形
  - ドールハウス - 模型の家
- お面・マスク
- カービング・彫刻
  - カメオ- 瑪瑙、貝殻などに浮き彫りを施した装飾品
  - 篆刻 - 印章を彫刻する行為
  - 骨の彫刻（英語版） - 動物の骨、角、牙を使った彫刻
  - 根付け - 印籠や巾着などの留め具
- セーラーズバレンタイン（英語版） - 船乗りが長い航海の間に家族や大切な人を思って作った貝殻細工
- イースターエッグ・プィーサンカ - ろうけつ染めで装飾した卵

## 工芸の博物館・美術館
- パリ工芸博物館
- 日本民藝館
- 富山市民俗民芸村
- 倉敷民藝館
- 松本民芸館
- 藤井美術民芸館
- 国立工芸館
- 石川県立伝統産業工芸館
- 東北福祉大学芹沢銈介美術工芸館
- 津軽伝承工芸館
- 北海道伝統美術工芸村
- 姫路市書写の里・美術工芸館
- 赤穂市立田淵記念館
- 大阪日本民藝館
- 日本工芸館
- 熊本県伝統工芸館
- くまもと工芸会館